# Caza de fantasmas (película)
Caza de fantasmas es una película documental palestina de 2017 dirigida por Raed Andoni y protagonizada por Ramzi Maqdisi. Ganó el premio al mejor documental en la 67 edición del Festival Internacional de Cine de Berlín del 2017 (Berlinale). También fue seleccionada para representar a Palestina como mejor Película de Lengua Extranjera de los Oscars 2019, pero no fue nominada.

## Trama
En la película se recrea el cautiverio del director en un centro penitenciario israelí con varias personas que, como él, pasaron por la misma experiencia traumática.